# 博姆施泰特
博姆施泰特（德語：Bohmstedt）是德国石勒苏益格－荷尔斯泰因州的一个市镇。总面积13.35平方公里，总人口721人，其中男性347人，女性374人（2011年12月31日），人口密度54人/平方公里。